# راي بولاند
راي بولاند (بالإنجليزية: Ray Boland)‏ (مواليد 21 نوفمبر 1937) ضابط عسكري سابق وسياسي في ولاية ويسكونسن.
دعم تعبئة الوحدات أثناء نشرها في حرب الخليج الثانية. تقاعد بولاند في عام 1991 برتبة عقيد.